# Орловщина (Новомосковский район)
Орло́вщина (укр. Орлівщина) — село, Орловщинский сельский совет, Новомосковский район, Днепропетровская область, Украина.
Код КОАТУУ — 1223285001. Население составляет 4730 человек.
Является административным центром Орловщинского сельского совета, в который не входят другие населённые пункты.

## Географическое положение
Село Орловщина находится на левом берегу реки Самара, выше по течению на расстоянии в 3 км расположен пгт Черкасское, ниже по течению примыкает пгт Мелиоративное, на противоположном берегу — город Новомосковск. Река в этом месте извилистая, образует лиманы, старицы и заболоченные озёра. Рядом проходит железная дорога, станция Платформа 156 км.

## История
- Основан в 1735 году как село Орловский Кут.
- В 1776 году переименовано в село Орловщина.
- В XIX веке село Орловщина было в составе Знаменской волости Новомосковского уезда Екатеринославской губернии. В селе была Покровская церковь[2].

Священнослужители Покровской церкви:
- 1880—1890 — священник Алексей Стукановский
- 1880—1896 — псаломщик Тимофей Драгожинский
- 1890—1896 — священник Иван Алексеевич Стукановский
- 1892—1896 — диакон Василий Корбола[2]

## Экономика
- Санаторий «Новомосковский»
- База отдыха «ГТК Самара»
- КСК «Новая Орловщина»
- Центр отдыха «Шишкино»
- ООО «Новомосковская трикотажная фабрика»
- Конный завод «Новая Орловщина»

## Объекты социальной сферы
- Школа I—III ст.
- Школа I—II ст.
- Дом культуры
- Больница

## Достопримечательности
- Братская могила советских воинов
- Свято-Покровский храм
- Свято-Николаевский Пустынный Самарский мужской монастырь

## Галерея

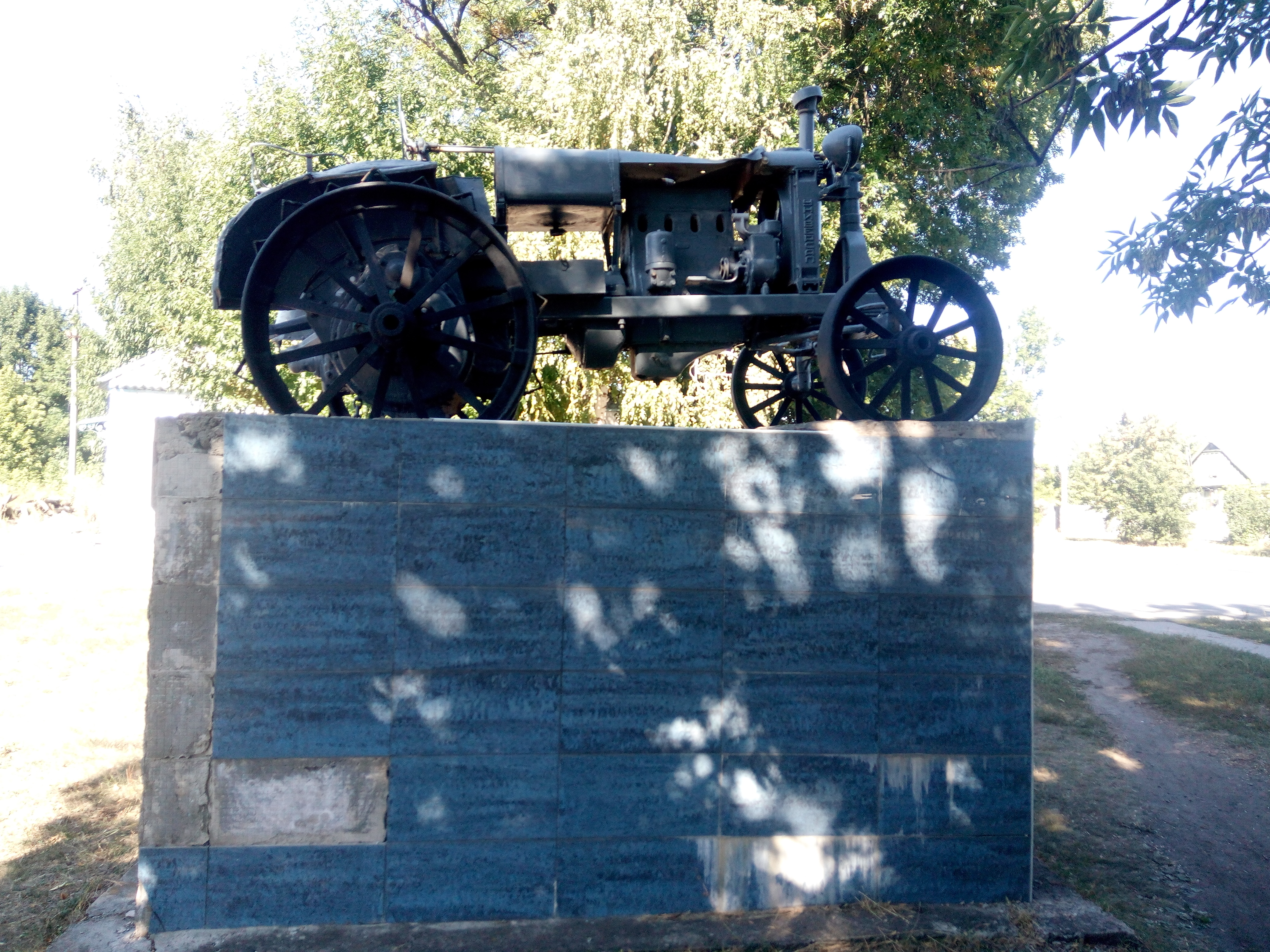
Трактор "Универсал - 2"
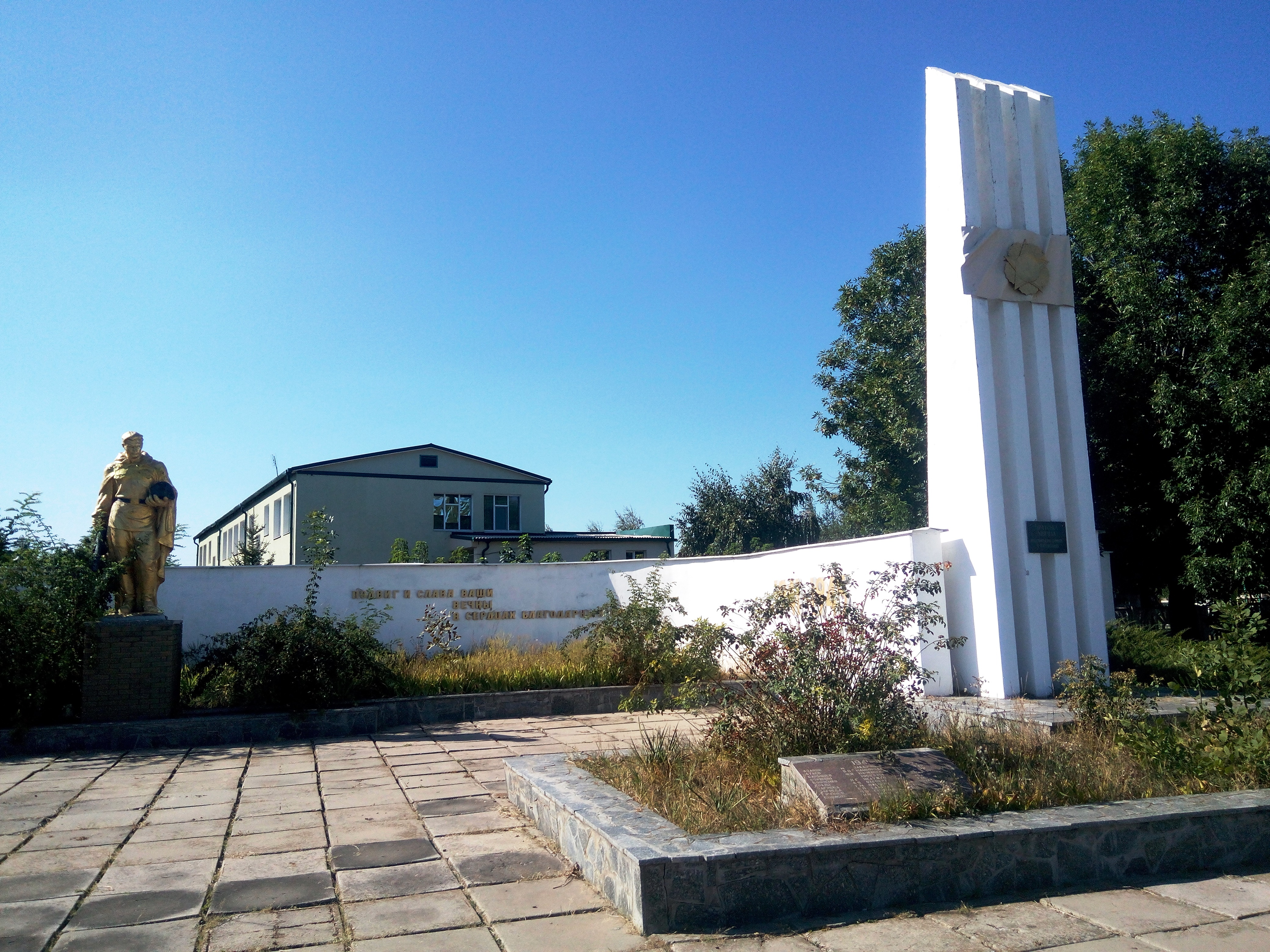
Братская могила советских воинов
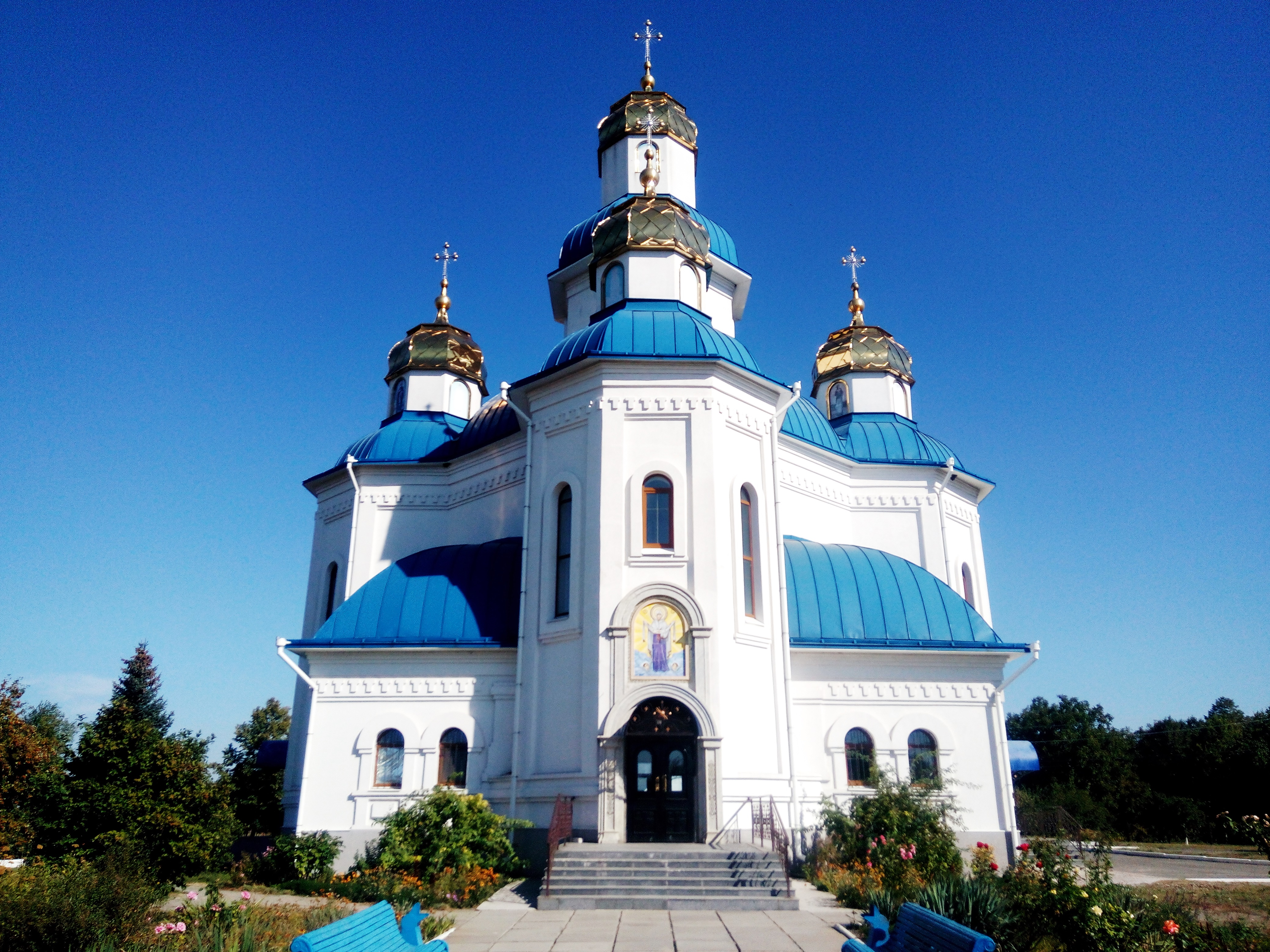
Свято-Покровский храм
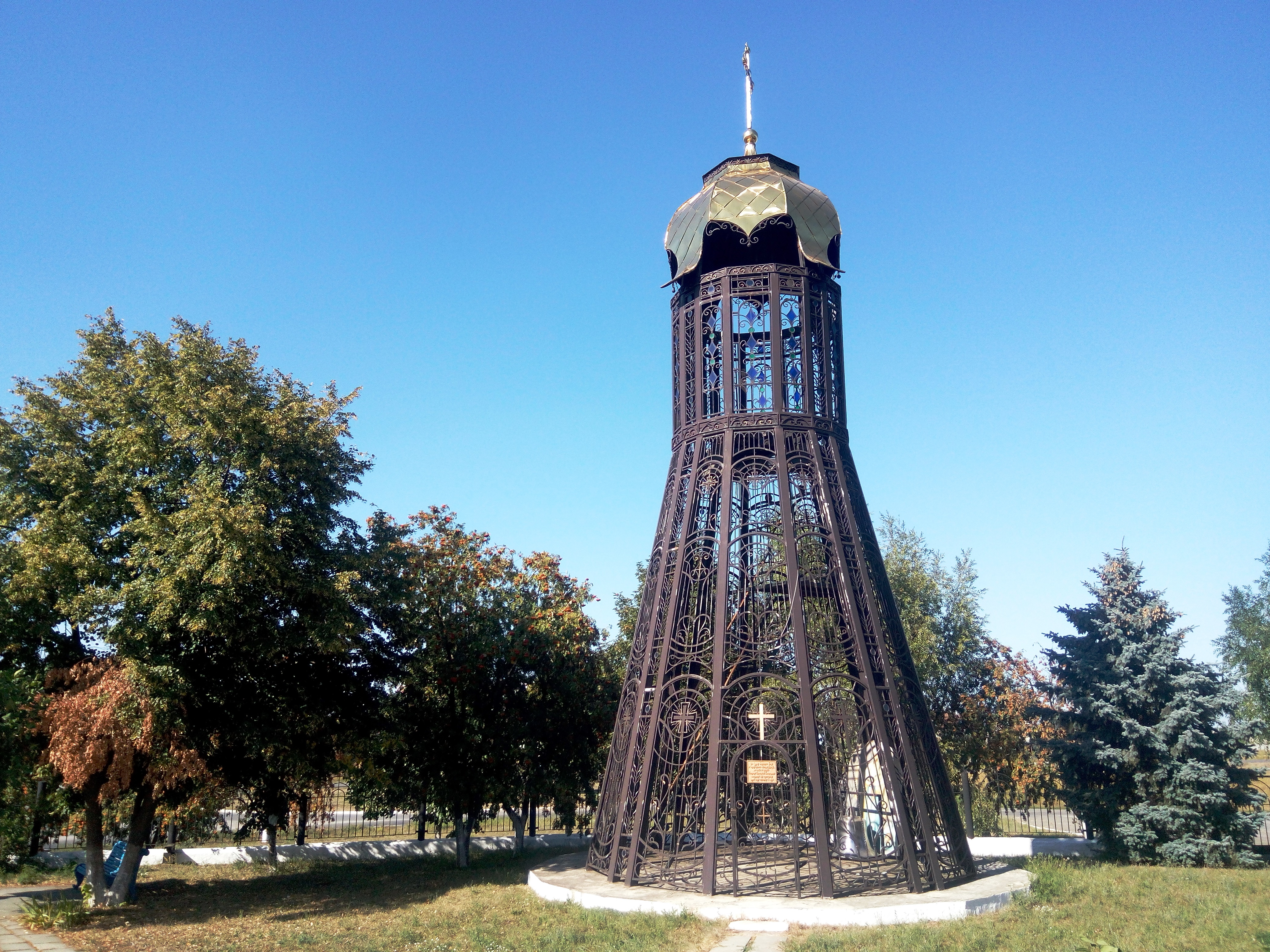
Колокольня на территории храма